# Tom e Jerry in Grecia
Tom e Jerry in Grecia (It's Greek to Me-ow!) è un film del 1961 diretto da Gene Deitch. Il film è il centodiciassettesimo cortometraggio della serie Tom & Jerry e il terzo dei tredici a essere stato prodotto nello studio Rembrandt Films situato a Praga, capitale della Cecoslovacchia (oggi Repubblica Ceca). Fu distribuito negli Stati Uniti dalla Metro-Goldwyn-Mayer il 7 dicembre 1961. In Italia è oggi più conosciuto col titolo Anche in greco si dice miao che in copertine, menù e sottotitoli dei DVD è invece erroneamente indicato come Anche in Grecia si dice miao.

## Trama
Nell'Antica Grecia Tom tenta ripetutamente di catturare Jerry, felice abitante di una tana situata in una pinacoteca. Tom cerca di accedervi, ma viene scacciato dal soldato guardiano, in quanto i gatti non sono ammessi. Così Tom decide di entrare nella pinacoteca nuovamente e, senza farsi scoprire, continua a dare la caccia a Jerry, fallendo tutti i suoi piani miseramente. Nel finale il narratore dell'episodio spiega agli spettatori che anche nell'Antica Grecia si urlava, cosa che viene intuita con una breve sequenza che mostra Tom strillare e fuggire dalla pinacoteca prima che la scritta "Fine" appaia.

## Edizione italiana
Nel primo doppiaggio trasmesso dalla Rai, durante la sigla iniziale, appariva un cartello che mostrava il titolo del corto come Tom & Jerry in Grecia, che veniva erroneamente accreditato a William Hanna e Joseph Barbera, nonostante essi avessero già lasciato gli studi della Metro-Goldwyn-Mayer, già dal 1958. A fare da voce narrante è Romano Malaspina, la cui battuta iniziale era: "Forse non esiste una sola persona ...". Mentre, nella battuta finale era "Eh, sì! Dobbiamo tutto alla civiltà greca!". Questo doppiaggio, però, è andato perduto. Nel secondo doppiaggio, utilizzato attualmente, la voce fuori-campo è di Franco Latini.